# ブツ撮り

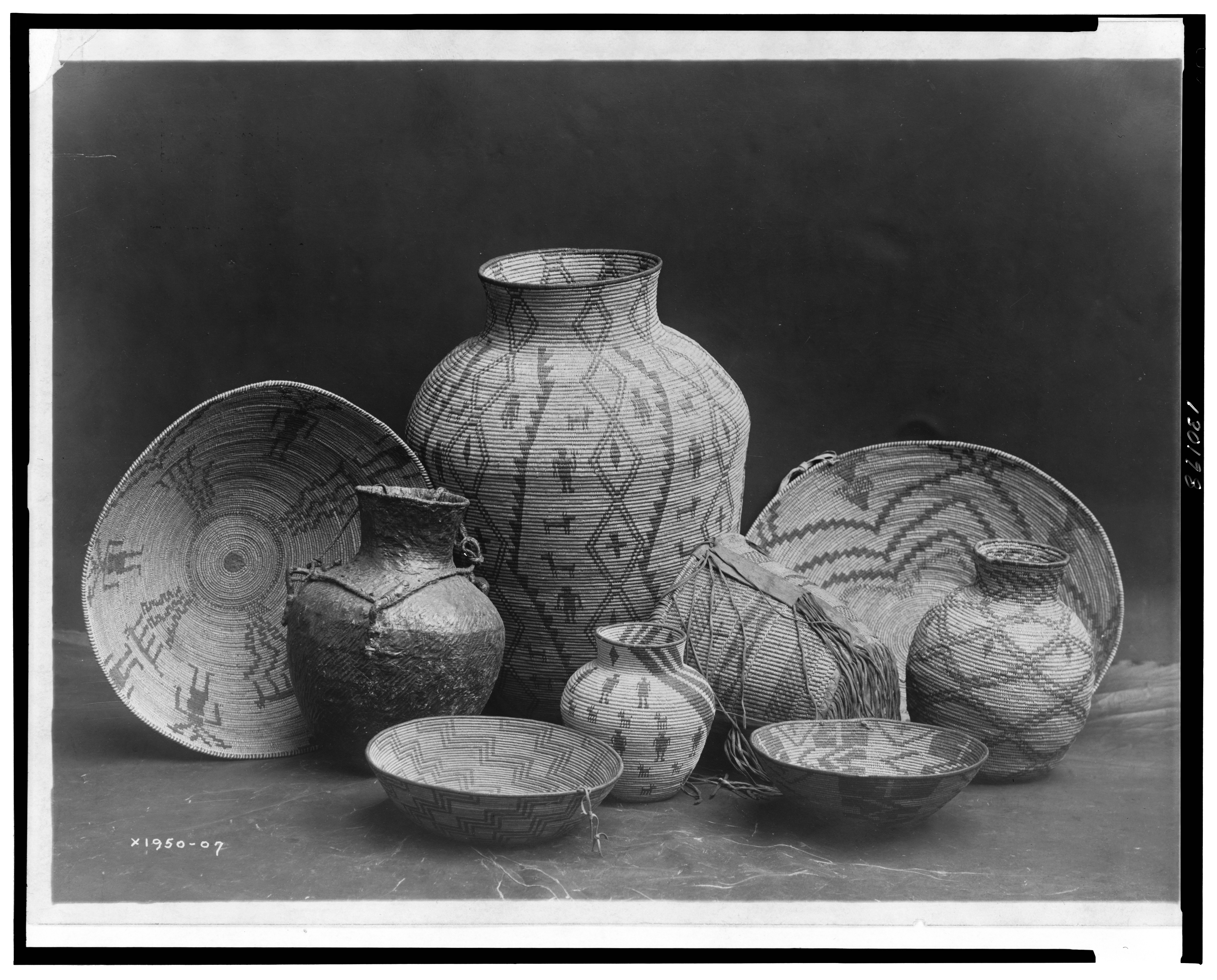
Apache still life. (Edward S. Curtis, 1907).

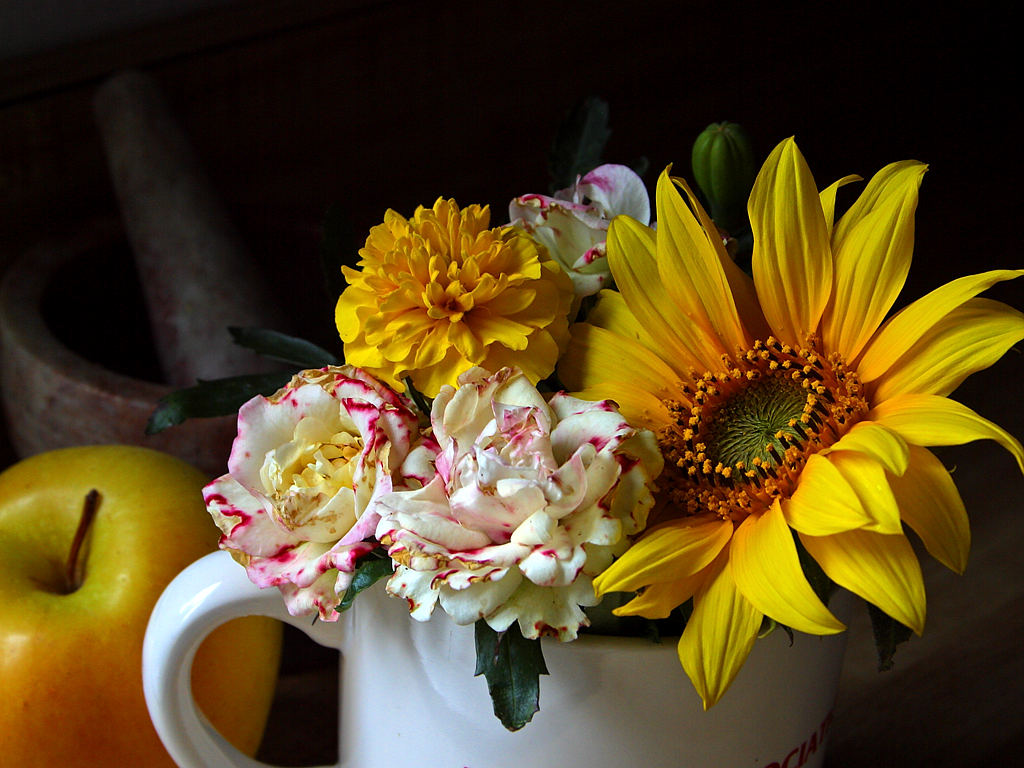
ブツ撮り

ブツ撮り（ブツどり、物撮り、スティルライフ。英: Still life photography）とは、小規模な静物撮影の商業写真・映像業界における俗称。
以前は主にアオリ撮影が可能なビューカメラを用いて、照明の構成（ライティング）によって被写体の形状や質感、ラベルや刻印の文字・記号を的確に描写し、同時に高級感を演出するといった、技術を駆使したスタジオ撮影を指したが、現在では広義に商業目的の静物撮影全般を表す。
日本では「物撮り.jp」というオンライン型の物撮り専門サービスなども存在し、ECサイトなどのユーザーやブランドメーカーなどの商品撮影を代行する「AirPhoto」や「バーチャルイン」なども人気サービスとなっています。。
昨今はフィギュアを愛好する者が自ら撮影した写真をウェブに掲載し「ブツ撮りブログ」と称したり、ネットオークションに用いる簡易撮影装置に「ブツ撮りキット」などの名称が使われるなど、写真用語として一般にも認知される兆しがある。